# Leo Strauss

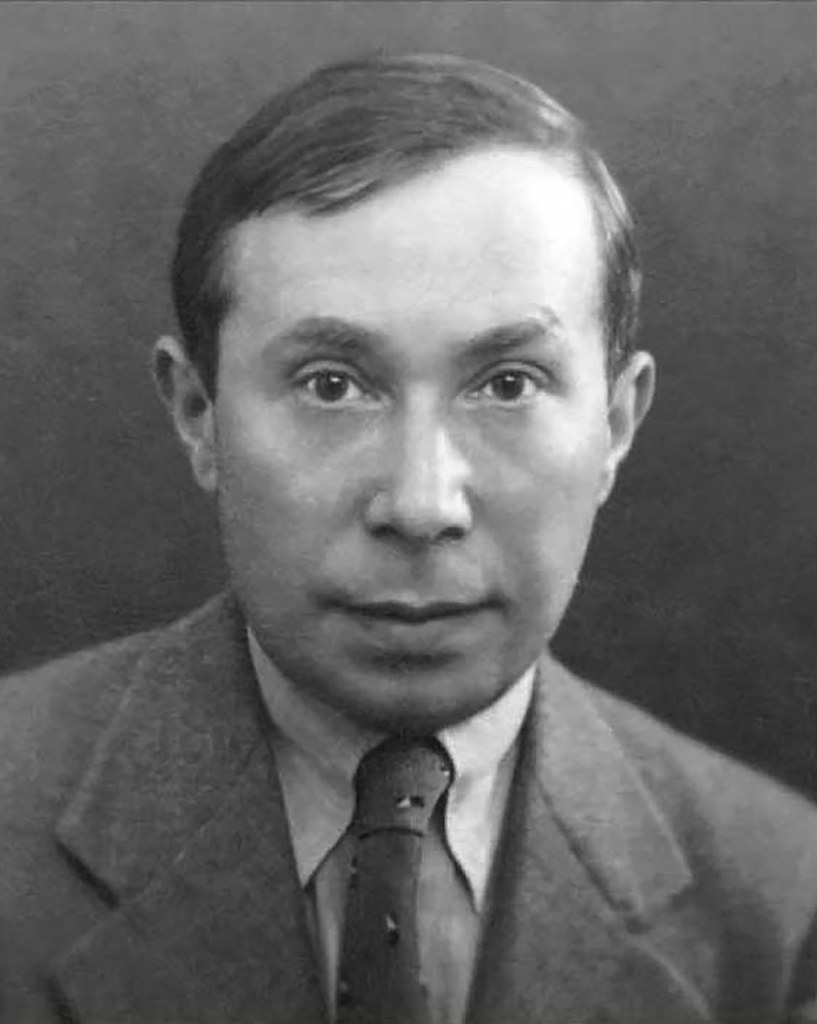
Leo Strauss (1939)

Leo Strauss (* 20. September 1899 in Kirchhain, Preußen, Deutsches Reich; † 18. Oktober 1973 in Annapolis, Maryland, Vereinigte Staaten) war ein deutschamerikanischer Philosoph. Als Professor für Politische Philosophie lehrte er von 1949 bis 1969 an der University of Chicago. Strauss gilt als Begründer einer einflussreichen Denkschule – der Straussianer – und als Kritiker der modernen Philosophie sowie des modernen liberalen Denkens überhaupt.

## Leben
Leo Strauss – Sohn des Kaufmanns Hugo Strauß und dessen Ehefrau Josephine David – wuchs in einem konservativ-jüdischen Elternhaus auf. Der Vater handelte mit Landmaschinen. Strauss schrieb 1931 an den Marburger Philosophiedozenten Gerhard Krüger, die Tatsache sei nicht gleichgültig, „dass ich, vor die Frage gestellt, welcher Nation ich sei, antworten würde: Jude und nicht Deutscher.“
Strauss besuchte das humanistische Gymnasium Philippinum in Marburg bis 1. März 1917. Strauss diente vom 5. Juli 1917 bis Dezember 1918 im Ersten Weltkrieg im Deutschen Heer unter anderem als Übersetzer im besetzten Belgien.
Schon zu Ostern 1917 begann er in Marburg an der ein Studium der Philosophie, später an der Universität Hamburg; er widmete sich auch der Mathematik und den Naturwissenschaften. 1921 wurde Leo Strauss bei Ernst Cassirer über Friedrich Heinrich Jacobi promoviert. Anschließend setzte er bis 1925 seine Studien an der Albert-Ludwigs-Universität Freiburg und erneut an der Philipps-Universität Marburg fort, u. a. bei Edmund Husserl und Martin Heidegger. In Marburg konnte er Freundschaften mit Hans-Georg Gadamer, Hans Jonas, Jacob Klein und Karl Löwith schließen.
Bereits 1916 war Strauss dem „Jüdischen Wanderbund Blau-Weiß“ beigetreten, einer Vereinigung jüdischer Oberschüler und Studenten. Der Wanderbund war der Jugendbewegung Wandervogel nachgebildet. Noch während seiner Studienzeit in Marburg und darüber hinaus beteiligte sich Strauss an den Debatten im Umkreis jüdischer und zionistisch orientierter Zusammenschlüsse.
Von 1925 bis 1932 war er Mitarbeiter an der Hochschule für die Wissenschaft des Judentums in Berlin, wo er unter der Leitung von Julius Guttmann vor allem über Spinoza arbeitete und Mitherausgeber der Moses-Mendelssohn-Jubiläumsausgabe war. In dieser Zeit lernte er Hannah Arendt, Walter Benjamin und Gershom Scholem kennen. Eine Anfrage bei dem Theologen und religiösen Sozialisten Paul Tillich bezüglich einer Habilitation lehnte dieser 1931 ab. Auch mit Karl Löwith korrespondierte er über die angemessene Reaktion auf den Faschismus und hielt im Brief vom 19. Mai 1933 an den „rechten Prinzipien“ fest, wogegen dieser einsprach, wenn es um die Freiheit der Wissenschaft gehe.
Noch vor Beginn der Nazi-Diktatur ging er mit einem Rockefeller-Stipendium (Gutachter: Carl Schmitt) nach Paris. Dort lernte er Alexandre Kojève und Alexandre Koyré kennen. 1933 heiratete er dort Mirjam Petry (geb. Bernson). Von 1934 bis 1938 bekam er erneut ein Rockefeller-Stipendium, diesmal für Cambridge in England, um dort über Thomas Hobbes zu forschen. 1938 ging Strauss in die Vereinigten Staaten und lehrte an der New School for Social Research in New York City. 1944 wurde er US-amerikanischer Staatsbürger. Im selben Jahr adoptierte er seine verwaiste Nichte Jenny: Ihre Mutter Bettina, Strauss’ Schwester – sie war von dem Philosophen Nicolai Hartmann promoviert worden – starb bei der Geburt. Jennys Vater, der Arabist und Wissenschaftshistoriker Paul Kraus, hatte Suizid begangen.
1949 folgte Strauss einem Ruf als Professor für Politische Philosophie an die University of Chicago, wo er bis zu seiner Emeritierung 1968 lehrte. Die ihm 1950 angebotene Lehrstuhlnachfolge für Martin Buber an der Hebräischen Universität Jerusalem nahm er nicht an, lehrte aber dort 1954/55 als Gastprofessor. In die Bundesrepublik Deutschland reiste Strauss nur ein einziges Mal: 1954 besuchte er in Heidelberg Löwith und Gadamer und hielt dort einen Vortrag über Sokrates.
1965 wurde er für eine Gastprofessur nach Hamburg berufen, konnte sie aber aus gesundheitlichen Gründen nicht antreten. Im selben Jahr wurde ihm die Ehrendoktorwürde der Universität Hamburg sowie das Große Bundesverdienstkreuz durch den deutschen Generalkonsul in Chicago verliehen. 1968 wurde er zum Mitglied der American Academy of Arts and Sciences ernannt.
Auf Einladung seines Freundes Jacob Klein war er von 1969 bis zu seinem Tod 1973 Scott Buchanan Distinguished Scholar-in-Residence am St. John’s College in Annapolis, Maryland.
Seine Nichte und Adoptivtochter Jenny Strauss Clay ist eine mittlerweile emeritierte Professorin für Classics an der University of Virginia und international anerkannte Expertin für archaische griechische Dichtung.

## Philosophie

### Übersicht
- Kritik an der Moderne: Strauss macht die Aufklärung und den Liberalismus für den Niedergang der Philosophie verantwortlich und fordert eine Rückbesinnung zu deren platonisch-sokratischen Wurzeln in der Antike. Seine Leitmetapher lautet: Die Aufklärung hat nicht „mehr Licht“ gebracht, sondern das Denken in eine „zweite Höhle“, einen Keller unterhalb der platonischen Höhle geführt, aus dem es sich erst wieder in die „erste Höhle“ hinaufarbeiten müsse.
- Er behandelt fundamental-philosophische Fragen im Rahmen „großer Alternativen“: Antike oder Moderne, Philosophie oder Theologie, „Athen“ oder „Jerusalem“, wobei der „Offenbarungsglaube“ beziehungsweise die Bibel die existenzielle Herausforderung für die Philosophie darstelle, weil dieser wie die politische Gesetzgebung auf dem Gebot des Gehorsams beruhe und zudem Heil oder Verdammnis verspreche. Nach Strauss vermag die Vernunft allein das theologisch-politische Problem nicht zu lösen; jeder Versuch verfängt sich im Relativismus, den er scharf zurückwies.
  - Damit folgt eine Ablehnung von Historismus, Positivismus und Relativismus als Hauptströmungen „nivellierten“ modernen Denkens und als Verursacher einer Krise, weil sie vermeintlich die Möglichkeit von Philosophie bestreiten und die klassische philosophische Überzeugung, dass das Ziel politischen Lebens die Tugend sei, zurückweisen.
  - Strauss spricht sich gegen Max Weber aus, vor allem gegen dessen Forderung einer werturteilsfreien Wissenschaft und seinen „edlen Nihilismus“; stattdessen vertritt Strauss die vor allem durch Radikalisierung von Carl Schmitts Begriff des Politischen gewonnene Überzeugung, die Moderne sei überwindbar.
- Strauss’ Anthropologie ist elitistisch. Er betont unter Berufung auf das Naturrecht (damit abweichend vom üblichen Verständnis eines quasi-naturgesetzlichen Begriffs) die naturgegebene Ungleichheit der Menschen – „hierarchische Ordnung der natürlichen Verfassung des Menschen“ gemäß Platon.

Schon seit seiner frühen Auseinandersetzung mit Spinoza besaß er die Überzeugung, dass ein philosophisches Leben nur wenigen vorbehalten ist, während die Menge den Halt der Religion benötigt und in Vorurteilen befangen bleiben muss, um Ruhe und Ordnung zu gewährleisten. Daher gebe es ein Recht der Vernünftigen, die Masse zu belügen und Mythen zu erfinden, um Zustimmungsprozesse abzukürzen. Dafür stehe Sokrates selbst, der angesichts des Schierlingsbechers sagte: „Wir sind vernünftige Männer und glauben nicht an Mythen. Doch manchmal ist es gut, so zu tun, als glaubten wir daran.“ (Phaidon)
Strauss vertritt eine Hermeneutik, die zwischen exoterischer Präsentation und esoterischer Codierung von Texten unterscheidet, wobei sich die letztere Dimension nur dem kongenialen Leser, den wenigen zur Philosophie Berufenen, erschließe. An eine stets nur historisch bedingte Auslegung, wie Gadamer oder die Sprachphilosophie sie behaupten, glaubt er nicht, im Gegenteil hält er seine Platon-Interpretation für zwingend. Es müsse aber eine Ungeschriebene Lehre des Meisters gegeben haben, die nur dem Schülerkreis vertraut gewesen sei. Damit steht er der Tübinger Schule um die Platon-Forscher Hans-Joachim Krämer und Konrad Gaiser nahe.
Strauss war ein ambitionierter „Netzwerker“; die strategisch angelegte Gründung und Etablierung einer akademischen Schule gehörte mit zu seiner Philosophie.

### Schriften
Die gesammelten Werke von Leo Strauss umfassen ungefähr 160 Publikationen, davon 30 Bücher. Der Strauss-Schüler Allan Bloom klassifiziert sie in Früh-, Mittel- und Spätwerk. Er unterscheidet:
1. Die von etwa 1920 bis 1937 währende Phase, in welcher Strauss seinen philosophischen Weg sucht. Er konzentriert sich in den 20er Jahren, vor dem Hintergrund der sich radikalisierenden philosophisch-politischen Debatten der Weimarer Republik, zunächst auf jüdische Themen und das „jüdische Problem“. Die herausragende Schrift dieser Phase ist Die Religionskritik Spinozas als Grundlage seiner Bibelwissenschaft von 1930. In dieser umfassenden Studie sind Aspekte der Philosophie, Theologie, Soziologie, Geschichte und Staatswissenschaften berücksichtigt.
In den 30er Jahren wendet Strauss sich vollends der Philosophie zu und veröffentlicht u. a. 1932 den berühmten Aufsatz Anmerkungen zu Carl Schmitt, Der Begriff des Politischen sowie 1936 das Buch Hobbes’ Politische Wissenschaft, das ein Standardwerk zum Verständnis Thomas Hobbes’ wird. Strauss setzt sich kritisch mit den Theorien von Karl Jaspers, Karl Mannheim, Carl Schmitt und Max Weber auseinander und findet dabei sein Thema: das politisch-theologische Problem. Die Aufsatzsammlung Philosophie und Gesetz von 1935, in der er seine Kritik der Moderne entfaltet und religionsphilosophisch im Kontext von mittelalterlich-islamischen und jüdischen Theoretikern wie Al-Farabi und Maimonides entwickelt, spiegelt sein Schaffen in dieser ersten Periode.
2. Die zweite Phase beginnt 1938: Strauss zieht von Cambridge in die USA und gelangt damit in eine Wissenschaftsumgebung, in der bereits eine fortgeschrittene Politikwissenschaft existiert. Nun stellt er sich (neben seinen aus Europa mitgebrachten Themen) neuen Fragen, etwa denen der amerikanischen Verfassung und der Tradition amerikanischen politischen Denkens. Hauptwerke dieser Zeit sind On Tyranny von 1948, Persecution and the Art of Writing von 1952, Natural Right and History von 1953 und die umfangreichen, 1958 erschienenen Thoughts on Machiavelli.
Seit Mitte der 1950er Jahre ist Strauss in der amerikanischen Politikwissenschaft anerkannt. Eine von der American Political Science Association erstellte Rangliste von politischen Theoretikern führt ihn Ende der 50er Jahre auf Platz 9 der bedeutendsten Politikwissenschaftler nach 1945.
3. Ab etwa 1959 datiert sein Spätwerk, in welchem er sich vorwiegend mit der antiken Philosophie beschäftigt. Parallel zu seiner Arbeit kommt es zur Bildung einer Strauss-Schule, die sich maßgeblich durch den Sammelband What is Political Philosophy von 1959 und die 1963 gemeinsam mit Joseph Cropsey edierte History of Political Philosophy konsolidiert. Beide Bände sollen zusammen eine Kanonisierung der als wesentlich erachteten Themen und Traditionen enthalten und amerikanische Lehrbücher ersetzen.
Strauss veröffentlicht nun in rascher Folge Untersuchungen zu Platon, Aristoteles und Thukydides (The City and Man; 1964), zudem eine Interpretation des Gesamtwerkes von Aristophanes (Socrates and Aristophanes, 1966), Analysen der sokratischen Schriften Xenophons (Xenophon’s Socratic Discourse von 1970 sowie Xenophon’s Socrates von 1972) sowie eine Auslegung von Platons Nomoi (dt. Die Gesetze), die postum 1975 unter dem Titel The Argument and Action of Plato’s Laws erscheinen.

### Das politisch-theologische Problem

#### Abgrenzung von Religion und Politik und Plädoyer für die „Politische Philosophie“
Mit dem scharf formulierten Gegensatzpaar von „Athen“ und „Jerusalem“ meint Strauss den grundsätzlichen Unterschied eines selbstbestimmten philosophischen Lebens ohne jede Autorität und eines Lebens im Sinne des Offenbarungsglaubens. Diese zugespitzte Position enthält eine Ablehnung aller unverbindlichen ethischen Orientierungen: Entweder gelten das strenge jüdische Gesetz bzw. mit ihm vergleichbare religiöse Orientierungen, oder es wird eine philosophische Skepsis als Lebensform gewählt. Dazwischen liegen für Strauss nur „Vermittlungspositionen“, die nicht in der Lage sind, die letzten Konsequenzen zu denken.
Heinrich Meier bezeichnet das sogenannte „politisch-theologische Problem“ als das zentrale Thema der Untersuchungen von Leo Strauss. Für Strauss war, Meier zufolge, die göttliche Offenbarung die größte Herausforderung für die Philosophie, weil für den Fall, dass es die eine göttliche, also absolute Wahrheit gibt, das menschliche Bemühen um philosophische, also relative Wahrheit, zweitrangig bzw. sinnlos wird. Diese Herausforderung stelle die Philosophie vor die Frage, ob die Wahrheit nicht grundsätzlich verfehlt werde, wenn sie vom Menschen frei gesucht wird. Meier unterstellt der Moderne, diese von Strauss aufgeworfene Frage zu verdrängen.
Philosophie müsse sich zuallererst als „Politische Philosophie“ betrachten, da ihre Antworten immer politische Wirkung haben und sich immer vor der Offenbarung rechtfertigen müssen. Erst wenn sie beides realisiert hat, könne sie sich behaupten. Zum anderen ist die Frage nach dem „richtigen Leben“ zutiefst politisch und eine tiefgreifende Problematik der Philosophie. Es ist eine sehr sokratische Position, dass ein Philosoph weder Theologe noch Politiker sein kann und darf, auf die Strauss hier zurückgreift. „Politische Philosophie“ im Sinne Strauss’ legitimiert die Politik, leistet ihr fundierende Dienste, sagt ihr, was gut und was böse ist, verleiht ihr also auch ethische Gewissheit.
Für Strauss stelle sich nicht die Frage, ob die Philosophie über die Religion herrschen soll oder umgekehrt. Er hält es für einen der Grundirrtümer der Aufklärung bzw. der Moderne, die Religion mittels eines obskuren Ratio- oder Vernunftbegriffs „bewältigen“ oder gar „erledigen“ zu können. In Wirklichkeit, so Strauss, sei die Aufklärung bildlich gesprochen auf eine Art „napoleonischer Strategie“ verfallen, indem sie die Festung der Offenbarung weiträumig umwanderte, um an ihr Ziel zu kommen.

#### Positivismus, Historismus und der „Begriff des Politischen“
Leo Strauss war Jude und hatte sich als bekennender Zionist, der er in seinen jungen Jahren war, vor allem mit der „Jüdischen Frage“ beschäftigt. Es ging ihm darum, wie man als Jude in einem liberalen Umfeld leben könne, wobei dieser Liberalismus es nicht schaffe, die gesellschaftliche Diskriminierung zu verhindern, auch wenn die Juden gleiche Rechte hätten. Dies war ein konkretes Problem, mit dem Leo Strauss umzugehen hatte, und das ihn zu seinen Thesen führte.
Mit Rücksicht auf seine Erfahrungen mit der Weimarer Republik kritisierte Strauss, dem Liberalismus ginge es letztendlich „nur“ um Sicherheit, Wohlstand, Eigentum und freie wirtschaftliche wie wissenschaftliche Entfaltung der Bürger. Mit all dem, was im Grunde zu den angenehmen materiellen Gütern zähle, verdränge der Liberalismus die eigentliche menschliche wie politische, d. h. die universale Frage nach dem guten wie dem richtigen Leben, nach dem Guten schlechthin. Liberal definiere sich Menschlichkeit durch Wohlstandshedonismus, der moralische und religiöse Fragen privatisiere. Für Strauss besitzt Politik einen Primat gegenüber Kultur und Gesellschaft. Und auch die Politische Philosophie avanciere daher zur Ersten Philosophie, auf der alle andere Philosophie und Wissenschaft erst aufbaue. Die Moderne dagegen halte die antike Philosophie für historisch längst überholt. Sie verdränge die Frage nach der richtigen politischen und sozialen Ordnung, um sich mit einem für Strauss fragwürdigen Pluralismus-Begriff einrichten zu können. Sie schaffe nicht mehr tatkräftig den Frieden, sondern versuche, ihn irgendwie zu organisieren.
Die Natur des Menschen sei nicht zur bloßen Freiheit geschaffen; sie brauche Ordnung, Herrschaft und Gesetz. Es gebe also eine Art Primat des Politischen, der unhinterfragten Gehorsam der Bürger gegenüber dem Staat verlange und auch nicht durch die berechtigte Berufung auf Individualität und Pluralismus unterlaufen werden dürfe.
Eine Zeitlang habe es für einige Beobachter so ausgesehen, als sei die Philosophie aus dem Streit zwischen der Religion und der Aufklärung als Siegerin hervorgegangen, wenigstens in jenen Systemen, in denen die atheistische Gesellschaft Wirklichkeit geworden sei. Diese Gesellschaften hätten die „Philosophien“ inzwischen mit sich ins Grab genommen.
Eine große Schuld an dieser Entwicklung gibt Strauss der Tatsache, dass die Wissenschaft an die Stelle der Philosophie mit Hilfe der Ideen des Positivismus und des Historismus getreten sei, die er mit deren jeweiligen Protagonisten Max Weber und Martin Heidegger personifizierte.
Der Positivismus betrachte wissenschaftliches Wissen als ein Wissen von konkreten Gegebenheiten, die in methodisch sicheren Verfahren in den Stand einer „Tatsache“ erhoben würden.
Der Positivismus schließe, so verstanden, die Berücksichtigung vorwissenschaftlichen Wissens ebenso aus wie die Fähigkeit, Werturteile, welcher Art auch immer, für gültig oder ungültig zu erklären. Die damit stattfindende Ausblendung moralischer Fragen innerhalb der Wissenschaft, in der es nur um „Tatsachen“ oder „Machbarkeit“ gehe, vergesse das eigene Hinterfragen und könne dadurch amoralisch werden.
Der Historismus wiederum, der auch auf eine „Historisierung der Philosophie“ hinausliefe, führe zur vermeintlichen Erkenntnis, dass Wahrheit eine Funktion von Zeit sei bzw. dass jede Philosophie zu einer bestimmten Zeit und einem bestimmten Ort gehöre. Die Historisten fragten nicht mehr nach den Ideen selbst, sondern lediglich nach deren Entstehungsursachen und verorteten diese in ihrer Zeit. So verkomme Philosophie bzw. Denken als grundloses Reagieren auf bestimmte äußere Reize und erhebe keinen Anspruch mehr auf Zeitlosigkeit bzw. Wahrheit. Strauss bezeichnet Max Webers Position als „edlen Nihilismus“.
Positivismus und Historismus haben laut Strauss das fundamentale Problem der modernen Sozialwissenschaften am deutlichsten zutage treten lassen, das in ihrer Unfähigkeit bestehe, mit Klarheit und Gewissheit Rechenschaft über ihre eigenen Grundlagen zu geben. Diese beiden Bewegungen, so Strauss, brächten das Denken insgesamt in Gefahr und seien mitverantwortlich für das Problem der Moderne, ihre Wurzeln und kulturellen Ursprünge zu vergessen.
In einem „Zeitalter der Neutralisierungen und Entpolitisierungen“ widmete sich Leo Strauss der 1927 erschienenen Schrift Der Begriff des Politischen von Carl Schmitt. Strauss erkannte, dass auch durch das Verschwinden des Politischen die Philosophie selbst gefährdet sei. Er teilte Schmitts Kritik an der Zeit und folgte auch dessen Definition des Politischen, das seinen höchsten Intensivierungsgrad in der Unterscheidung von Freund und Feind habe. Allerdings kritisierte Strauss, dass nach seiner Meinung Schmitts Liberalismuskritik liberalen Denkmustern verhaftet bleibe. Er forderte deswegen Schmitt auf, einen Denkhorizont jenseits des Liberalismus aufzuzeigen. Hierbei zielte Strauss darauf ab, jenen vormodernen Horizont wiederzugewinnen, innerhalb dessen Thomas Hobbes die Grundlegung des Liberalismus vollzogen hatte: Dieser Horizont sei derjenige, der die Wiedergewinnung der politischen Philosophie und des naturrechtlichen Denkens der Antike beinhalte.

#### Strauss’ Plädoyer für das antike Naturrecht
Aus Strauss’ Perspektive bleibt die Einsicht in die notwendigen universalen Ordnungen, vor allem in das Verhältnis zur Natur eine schwierige Aufgabe, die die Mehrheit der Menschen nicht zu leisten vermöge, so dass den Eliten eines Gemeinwesens diese Verantwortung obliege. Sie dürften den Menschen vorschreiben, wie sie zu leben hätten, sie dürften sie nach Strauss auch belügen; man denke an die „edle Lüge“, die sogar dem Philosophenstand in Platons Politeia erlaubt sei – bekanntermaßen der Entwurf einer Utopie als „bester Verfassung“. Hieran schließt Leo Strauss primär an und hofft damit, die seiner Meinung nach ethischen und politischen Verunsicherungen des Liberalismus wie der Moderne beheben zu können.
Der oftmals damit einhergehende Versuch vieler religiöser oder moderner Menschen, sich vom Politischen abzuwenden oder es abschaffen zu wollen, führt laut Strauss schon alleine der Tatsache wegen, dass der Mensch ein politisches Wesen sei, in die falsche Richtung. Die Spannung von Philosophie und Politik müsse konstruktiv aufgefasst und integriert werden, das begründe die politische Dimension der Philosophie. Es stelle sich die Frage, wie das Verhältnis zwischen Politik und Philosophie im ursprünglichen Themengebiet der politischen Philosophie, dem Naturrecht, angemessen dargestellt werden könne.
Unter dem Begriff „Natur“ (griechisch: physis) versteht man im klassischen Naturrecht die Beschreibung des Aussehens und Wirkens einer Klasse von Dingen, die weder von den Göttern noch von den Menschen gemacht sind. Daneben gibt es auch Dinge, von denen man sagt, sie seien „von Natur“, weil sie als erste Dinge nicht entstanden sind, sondern alle anderen Dinge durch sie entstehen. Der klassische Naturbegriff hat in der Hauptsache zwei Bedeutungsdimensionen: erstens die „Lebensweise“ bzw. „der wesentliche Charakterzug eines Dinges oder einer Gruppe von Dingen“, und zweitens die „ersten Dinge“. Die ersten Dinge sind immer und unvergänglich, unabänderlich und von innerer Notwendigkeit. Sie beruhen nicht auf Konventionen und haben als letzte Ursache der anderen Dinge eine höhere Würde als diese. Die Kenntnis der verschiedenen Naturen beinhaltet die Erkenntnis von ihrer Begrenztheit – „Natur“ ist also primär ein Ausdruck der Unterscheidung. Gemeint ist daher nicht die Natur insgesamt, sondern die einzelnen Dinge oder Klassen von Dingen, die als Teile des Ganzen verschieden sind.
Daraus ergibt sich die Funktion des Naturbegriffs, maßstabsetzend zu sein. Erste Dinge haben Vorrang vor anderen, folglich hat auch eine Lebensweise, die auf erste Dinge ausgerichtet ist, Vorrang vor anderen Lebensweisen. Natur wird zum Maßstab für die richtige Lebensweise und zugleich Voraussetzung von Werturteilen. Auch ist zu erkennen, dass sich die Naturrechtslehre, deren Frage nach den ersten Dingen gerichtet ist, mit der Frage nach dem „besten Leben“, „dem besten Staat“ und anderen politischen Fragen überschneidet. So ist Strauss am Ziel angekommen.

## Rezeption

### Strauss und dieStraussians
Jene von Strauss vermittelte Form der politischen Philosophie ist nicht ohne Auswirkungen und Resonanz geblieben.
Als Platoniker und Akademiker bemühte er sich um eine eigene Schule, die seine Vorstellungen von politischer Philosophie fortführen würde; ihm lag es am Herzen, den Geist der politischen Philosophie zu bewahren und dafür eine geeignete Bildungselite zu schaffen.
Im Sinne der Tradierung bedeutender Texte und der Textpflege haben viele Straussians gewirkt: Allan Bloom lieferte u. a. eine Standardübersetzung von Platons Politeia ins Englische und brachte Rousseaus Werke heraus, Christopher W. Bruell widmete sich Xenophon, Herbert J. Storing sammelte und edierte die Anti-Federalists und Howard B. White setzte sich mit Francis Bacon und Descartes auseinander, um einige Beispiele zu nennen. Bloom trat im Sinne Strauss’ in den USA am öffentlichkeitswirksamsten als Kulturkritiker hervor und veröffentlichte 1987 seinen Bestseller The Closing of the American Mind. Neben Bloom gehören auch die Strauss-Schüler Seth Benardete und Joseph Cropsey zu den wichtigsten Platon-Textexegeten in den USA.

### Leo Strauss und die praktische Politik
Strauss kritisiert Liberalismus und Relativismus von einem elitären Standpunkt aus. Er wirft Fragen auf, deren mögliche Antworten einem einfach gestrickten Links-rechts-Schema fernliegen. Strauss ging es um ethisch-moralische Grundlagen des Politischen und deren Durchsetzung im Rahmen einer akademischen Schule wie auch in politischen Planungsgremien einer liberalen Demokratie.

“This is obviously a bleak and anti-utopian philosophy that goes against practically everything Americans want to believe. It contradicts the conventional wisdom of modern democratic society. It also contradicts the neoconservatives’ own declared policy ambitions to make the Muslim world democratic and establish a new U.S.-led international order, which are blatantly utopian. […] Strauss’s thought is a matter of public interest because his followers are in charge of U.S. foreign policy. But he is more interesting than they are.”

„Es handelt sich um eine düstere und antiutopische Denkweise, die allem widerspricht, was Amerikaner glauben mögen. Sie widerspricht den Alltagsweisheiten der modernen demokratischen Gesellschaft. Sie widerspricht auch den selbsterklärten politischen Plänen der Neocons, die islamische Welt zu demokratisieren und eine neue US-geführte Weltordnung zu errichten, die unverschämt utopisch sind. […] Strauss’ Denkweise ist Gegenstand des öffentlichen Interesses, weil seine Anhänger die US-Außenpolitik verantworten. Aber er ist deutlich interessanter als diese.“

Von Strauss selbst sind nur wenig Äußerungen zur Innen- oder Außenpolitik bekannt, die sich im philosophischen Kontext der interpretativen Texte verbergen. Er war politischer Philosoph, kein politischer Theoretiker oder gar ein Politiker.
Nicht nur Seymour Hersh, Nestor des investigativen Journalismus in den USA, nannte eine „Clique“ oder „Gang“ von Straussianern in der Bush-Regierung als Planer und Vordenker des Kriegs gegen den Irak. William Kristol und Robert Kagan beriefen sich indirekt auf Lehren von Strauss, als sie nach den Terroranschlägen am 11. September 2001 eine Politik forderten, die moralisch begründet und insbesondere auch bereit ist zur politischen Täuschung wie zur Kriegsführung, zur unbedingten Verteidigung des amerikanischen Lebensstils wie zur gewaltsamen Durchsetzung von Regimewechseln. Die Neokonservativen setzten sich zeitweilig intern genauso gegenüber der Bürokratie des Powellschen Außenministeriums, Wirtschaftslobbyisten und den Regelwerken des Pentagons durch, wie sie – zeitweise – extern auch das Rahmenwerk der UNO und anderer multilateraler Organisationen wie etwa der NATO zugunsten ihres Projekts beiseitezuschieben vermochten. 
In Deutschland sehen Vertreter der extremen Rechten in Strauß einen Bezugspunkt ihrer politischen Theorie.
Daniel Cohn-Bendit zieh die Straussianer um Paul Wolfowitz und Richard Perle, Allan Bloom und Irving Kristol eines neokonservativen Bolschewismus, deren revolutionäre Attitüde wie elitärer Anspruch ihn an seine „wilde Jugend“ erinnere. Nach Meinung von Norbert Bolz führte Leo Strauss die reine Philosophie am Beispiel des Höhlengleichnisses von Platon in die politische Philosophie.

## Schriften
- 1930: Die Religionskritik Spinozas als Grundlage seiner Bibelwissenschaft: Untersuchungen zu Spinozas theologisch-politischem Traktat. Akademie-Verlag, Berlin 1930.
- 1932: Anmerkungen zu Carl Schmitt. Der Begriff des Politischen. In: Heinrich Meier: Carl Schmitt, Leo Strauss und „Der Begriff des Politischen“. Stuttgart 1998, S. 97–125
- 1935: Philosophie und Gesetz: Beiträge zum Verständnis Maimunis und seiner Vorläufer. Schocken, Berlin.
- 1956: Naturrecht und Geschichte. Koehler, Stuttgart.
- 1963: Über Tyrannis. Eine Interpretation von Xenophons „Hieron“ mit einem Essay über Tyrannis und Weisheit von Alexandre Kojève. Luchterhand, Neuwied am Rhein/Berlin.
- 1965: Hobbes’ politische Wissenschaft. Luchterhand, Neuwied am Rhein/Berlin.

Gesammelte Schriften. 6 Bde. Hrsg. v. Heinrich Meier.
Im Verlag Metzler, Stuttgart/Weimar 1996–2006 erschienen:
- 1996: Bd. 1: Die Religionskritik Spinozas und zugehörige Schriften. ISBN 978-3-476-02264-6.
- 1997: Bd. 2: Philosophie und Gesetz – Frühe Schriften.
- 2001: Bd. 3: Hobbes’ politische Wissenschaft und zugehörige Schriften – Briefe. ISBN 978-3-476-02265-3.

Im Felix Meiner Verlag ab 2022:
- 2022: Bd. 3: 3. durchgesehene Auflage Hobbes’ politische Wissenschaft und zugehörige Schriften – Briefe. ISBN 978-3-7873-4133-7.
- 2022: Bd. 4: Naturrecht und Geschichte. ISBN 978-3-7873-4135-1

Auf Englisch:
- 1936: The political philosophy of Hobbes : its basis and its genesis. Oxford University Press, London 1936
- 1952: Persecution and the Art of Writing. Reprint Chicago 1988
- 1953: Natural Right and History. The University of Chicago Press, Chicago & London 1953
- 1958: Thoughts on Machiavelli. Glencoe
- 1959: What is Political Philosophy? The University of Chicago Press, Chicago & London 1959
- 1964: The City and Man. Chicago
- 1968: Liberalism Ancient and Modern. Reprint Chicago 1995
- 1968: What is Political Philosophy? And other Studies. New York/London
- 1983: Studies in Platonic Political Philosophy. Chicago
- 1989: An Introduction to Political Philosophy. Ten Essays by Leo Strauss, edited with an introduction by Hilail Gildin. Detroit
- 1989: The Rebirth of Classical Political Rationalism. An Introduction to the Thought of Leo Strauss. Essays and Lectures by Leo Strauss. Selected and introduced by Thomas L. Pangle, Chicago/London
- 2004: The Early Writings (1921–1932). Translated and edited by Michael Zank,  SUNY Series in the Jewish Thought of Leo Strauss, ed. Kenneth H. Green, Albany: SUNY Press.
- 2014: Lecture Notes to ‚Persecution and the Art of Writing‘ (1939), edited by Hannes Kerber, in Reorientation: Leo Strauss in the 1930s. Edited by Martin Yaffe and Richard Rudermann, New York: Palgrave.
- 2014: Exoteric Teaching, critical edition by Hannes Kerber, in Reorientation: Leo Strauss in the 1930s. Edited by Martin Yaffe and Richard Rudermann, New York: Palgrave.
- 2023: Hannes Kerber, Svetozar Y. Minkov (Hrsg.): Leo Strauss on Plato’s Euthyphro: the 1948 notebook, with lectures and critical writings. The Pennsylvania State University Press, University Park.